# Rudolf de Muralt
Abraham Rudolf de (von) Muralt (Bern, Zwitserland 25 mei 1783 - Utrecht, 27 december 1859) was een Zwitsers militair. Hij was eerst in dienst van Groot-Brittannië en daarna bij het Koninkrijk der Nederlanden. In 1840 werd hij in de Nederlandse adel opgenomen. 

## Leven en werk
De Muralt stamde uit een vooraanstaande Zwitserse familie van militairen en bestuurders. Hij was de zoon van Bernhard Ludwig von Muralt (1843 - 1816), een officier in Hollandse dienst. In 1801 werd De Muralt officier in het Zwitserse Regiment de Watteville (Wattenwyl), opgericht door Frédéric de Watteville onder gezag van Groot-Brittannië. Hij volgde daarin zijn broer Bernhard Karl de Muralt (1778 - 1802).  
Deze "foreign regiments" werden vanaf 1794 door Groot-Brittannië opgericht om de oorlogen tegen Napoleon te voeren. Als Brits officier vocht De Muralt o.a. in Noord-Afrika, Napels, Spanje en Italië. 
In 1806 werd De Muralt gepromoveerd naar het regiment Froberg. In 1807 kwam een deel van dit regiment op Malta in opstand tegen onderbetaling. Bij deze Muiterij werd de Muralt met een bajonet in zijn rechter been gestoken, een schot schampte zijn schedel tussen zijn rechter oor en wenkbrauw. De beenwond was levensbedreigend.
Na de muiterij van het regiment Froberg werd dit regiment opgeheven.
De Muralt werd overgeplaatst naar de Chasseurs Britanniques (Britse jagers). In 1809 en 1810 vocht hij met de Chasseurs Britanniques in Calabrië als grenadier en later vanuit Sicilië als commandant van een Calabrisch vrijkorps. Daarna verhuisde het regiment naar Torres Vedras in Portugal en trok het leger van Wellington door Portugal, Spanje en de Pyreneeën om in februari 1814 haar laatste slag te leveren bij Orthez, een stad op de weg van Biarritz naar Pau. Deze campagnes onder Wellington waren onderdeel van de Spaanse Onafhankelijkheidsoorlog.
In april 1814 deed Napoleon afstand van de Franse keizerstroon in het verdrag van Fontainebleau. Hij vertrok naar Elba als soeverein vorst van dit eiland. Omdat Groot-Brittannië de Napoleontische oorlogen als afgesloten beschouwde werden de "foreign regiments" als de Chasseurs Britanniques opgeheven. De niet-Britse officieren werden op non-actief gesteld. In mei 1814 ging De Muralt voor het eerst sinds veertien jaar terug naar Bern.
Na het gedwongen pensioen sloot De Muralt zich op 15 november 1814 in Bern aan bij het Zwitserse regiment van Kirchberger (vanaf 1815 Jenner) in Nederlandse dienst. Dit regiment was in 1814 ontstaan na het afsluiten van een capitulatie met het kanton Bern. Tijdens de veldtocht van 1815 naar Waterloo diende het regiment als bezettingsmacht van Maastricht. Verder verbleef het regiment als garnizoen eerst in Den Bosch en later in Breda en Antwerpen. 
In 1829 werden de vier Zwitserse regimenten in Nederland ontbonden, de meeste leden gingen over naar het gewone Nederlandse leger. De Muralt, inmiddels luitenant-kolonel werd kolonel bij de tweede afdeling infanterie.
De Muralt verbleef tijdens of aan het begin van de Belgische Opstand in Breda. Hij werd in 1832 onderscheiden met het Metalen Kruis 1830-1831, een onderscheiding voor hen die aan de Tiendaagse Veldtocht hadden deelgenomen en in het algemeen aan "allen die in het leger of de Koninklijke Marine aan de krijgsverrichtingen in de jaren 1830 en 1831 hadden deelgenomen". In 1835 was hij commandant van het Algemeen Depot van de Landmacht. Tot zijn pensioen in 1841 vervulde de Muralt achtereenvolgens de functies van plaatselijk commandant van Groningen en Utrecht en provinciaal commandant van Utrecht en Brabant. 
Hij bereikte de rang van generaal-majoor.
De Muralt trouwde in 1815 met Agatha Sophia Gerardina van Hoey. Na het overlijden van haar vader in 1838 erfde zij de titel Vrouwe van Vlijmen. De familie De Muralt (van Vlijmen) werd bij Koninklijk Besluit van 12 november 1840 No. 92 opgenomen in de Nederlandse adel. 
- Biografisch Portaal: 83910781
- Gemeinsame Normdatei: 137915977
- Historisch woordenboek van Zwitserland: 024080
- International Standard Name Identifier: 0000 0000 5891 202X
- Virtual International Authority File: 86082492